# 句龍王
句龍王，匈奴官号，又称匈奴左部句龙王、左部句龙大人。
句龍王屬於南匈奴左部诸王，掌领其部人众兵马。东汉永和五年（140年）句龙王吾斯、车纽叛汉。吾斯立车纽为单于。冬，车纽战败降汉。吾斯率部联合乌桓继续与汉朝对抗，至汉安二年（143年）冬，中郎将马寔募刺杀句龙吾斯，送首級到洛阳。句龙大人，大人句龙，都是指句龙王。